# Арія (Лас-Пальмас)
Арія (ісп. Haría) — муніципалітет в Іспанії, у складі автономної спільноти Канарські острови, у провінції Лас-Пальмас, на острові Лансароте. Населення — 5249 осіб (2010).
Муніципалітет розташований на відстані близько 1540 км на південний захід від Мадрида, 220 км на північний схід від міста Лас-Пальмас-де-Гран-Канарія.
На території муніципалітету розташовані такі населені пункти: (дані про населення за 2010 рік)
- Арр'єта: 977 осіб
- Чарко-дель-Пало: 204 особи
- Гінате: 32 особи
- Арія: 1163 особи
- Магес: 632 особи
- Мала: 534 особи
- Орсола: 279 осіб
- Пунта-Мухерес: 1192 особи
- Табаєско: 125 осіб
- Є: 111 осіб

## Демографія
Динаміка населення (INE ):

## Галерея зображень

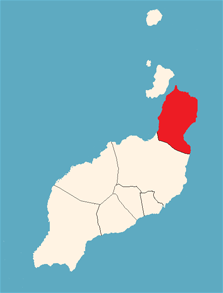
Розташування муніципалітету на острові Лансароте